# Đảo Senang
Pulau Senang là đảo san hô nằm ngoài khơi bờ biển phía nam của Singapore khoảng 13 km với diện tích khoảng 81,7 hecta. Cùng với đảo Pawai và đảo Sudong, đảo Senang được sử dụng như một khu vực tập trận bắn đạn thật trong huấn luyện quân sự.